# Feldbahn der Torffabrik Ryttaren
| Feldbahn der Torffabrik Ryttaren |                     |                              |                              |
| Streckenverlauf |                     |                              |                              |
| Streckenlänge: | 3,5 km              |                              |                              |
| Spurweite: | 600 mm (Schmalspur) |                              |                              |
| |                     |                              |                              |
| \| \| \| Nordstrecke 2 \| \| \| \| \| Nordstrecke 1 (ab 1906)[1] \| \| \| \| \| vom Ljunghemsmossen \| \| \| \| 3,5 \| Ryttaren \| Ryttaren \| \| \| \| \| \| \| \| \| zum Ekelundsmossen[2] \| \| \| \| \| \| \| \| \| 0 \| Bahnhof der Museumsbahn \| Bahnhof der Museumsbahn \| \| \| \| Torffabrik Ryttaren \| \| \| \| \| Bahnstrecke Nässjö–Falköping \| \| |                     |                              |                              |
| Betriebs-/Güterbahnhof Streckenanfang (Strecke außer Betrieb) |                     | Nordstrecke 2                | Nordstrecke 2                |
| Strecke (außer Betrieb) · Betriebs-/Güterbahnhof Streckenanfang (Strecke außer Betrieb) |                     | Nordstrecke 1 (ab 1906)      | Nordstrecke 1 (ab 1906)      |
| Strecke (außer Betrieb) · Strecke (außer Betrieb) · Strecke (außer Betrieb) |                     | vom Ljunghemsmossen          | vom Ljunghemsmossen          |
| Strecke (außer Betrieb) · Strecke (außer Betrieb) · Kopfbahnhof Strecke bis hier außer Betrieb | 3,5                 | Ryttaren                     | Ryttaren                     |
| Strecke (außer Betrieb) · Strecke (außer Betrieb) · Abzweig geradeaus und ehemals von links · Strecke von rechts (außer Betrieb) |                     |                              |                              |
| Strecke (außer Betrieb) · Abzweig ehemals geradeaus und von links · Strecke nach rechts · Strecke (außer Betrieb) |                     | zum Ekelundsmossen           | zum Ekelundsmossen           |
| Strecke nach links (außer Betrieb) · Abzweig geradeaus und ehemals von rechts |                     |                              |                              |
| Kopfbahnhof Strecke ab hier außer Betrieb | 0                   | Bahnhof der Museumsbahn      | Bahnhof der Museumsbahn      |
| Betriebs-/Güterbahnhof Ende Hochstrecke (Strecke außer Betrieb) |                     | Torffabrik Ryttaren          | Torffabrik Ryttaren          |
| ehemaliger Dienststation / Betriebs- oder Güterbahnhof quer |                     | Bahnstrecke Nässjö–Falköping | Bahnstrecke Nässjö–Falköping |

Die 3,5 km lange Feldbahn der Torffabrik Ryttaren ist eine heute noch als Museumsbahn betriebene Schmalspur-Torfbahn mit 600 mm Spurweite.

## Torffabrik Ryttaren
Die Torffabrik Ryttaren liegt bei Kättilstorp in der Gemeinde Falköping in Västergötland in West-Schweden. Seit 2012 ist die ehemalige Fabrik als Byggnadsminne (Industriedenkmal) gemäß den Bestimmungen des schwedischen kulturminneslag (Kulturdenkmalgesetz) geschützt.

## Geschichte
Im Frühjahr 1906 wurde mit dem Bau der Torffabrik Ryttaren begonnen. Gleichzeitig wurde die Torfbahn von der Fabrik zum Moor errichtet.
Am 7. Mai 1906 wurden bei AB Wilhelm Sonesson & Co. 4100 m transportable Schienenstücke bestellt, dazu fünf Weichen, 24 Radsätze mit Doppelspurkranz und eine Draisine.
Die Strecke wurde von der Fabrik aus 400 m in nordöstlicher Richtung gebaut, um dort zu verzweigen und mit zwei parallelen Gleisen mit einem Abstand von 500 m in den nördlichen Teil des Moores zu führen.
Das Schienensystem wurde dann schrittweise erweitert, um schließlich den südlichen Teil des Moores abzudecken. 1947 wurde eine umfassende Überarbeitung der Hauptstrecke durchgeführt. Neue Schwellen wurden eingebaut und die Schienen mit einem Metergewicht von fünf Kilo durch solche mit sieben Kilo ersetzt. Zur gleichen Zeit wurde eine der nördlichen Linien abgebaut.
1953 und 1954 wurde das Gleisnetz durch den Bau von Strecken in die Moore Ljunghem und Ekelund weiter ausgebaut. Das Schienennetz hatte nun mit 10,5 Kilometern die größte gleichzeitige Ausdehnung. Nach der 1964 erfolgten Übernahme des Werks durch Hasselfors Bruks AB wurde die Strecke erneut umfassend saniert.
1985 wurde die Strecke zum Ekelundsmoor und die restliche Nordstrecke abgerissen. Im Herbst 1996 begann der Abriss der Ljunghemsbahn. Zwei Kilometer in der Nähe des Moores wurden abgerissen, bevor der Abriss gestoppt wurde. Heute sind noch mehr als drei Kilometer der Strecke in einem relativ guten Zustand vorhanden und können für den Verkehr genutzt werden.

### Betrieb
Die Nordstrecke 1 wurde als erster Abschnitt 1906 eröffnet. Hier wurden von 1906 bis 1913 und während der Kriegsjahre Pferde eingesetzt. Der Bahndamm wurde dafür teilweise mit Kies verstärkt, damit die Pferde darauf laufen konnten.
1913 wurde eine Lokomotive von der Varbergs Gjuteri och Mekaniska Verkstad gekauft. Diese stand 1915 bereits wieder zum Verkauf. 1918 folgte eine 8-PS-Kerosinlokomotive von Vara Mekaniska Verkstad, die 6295 Kronen kostete. Sie wurde 1925 an Stockaryds Torvströ AB für 900 Kronen verkauft.
1924 kam eine in Wien gebaute Austro-Daimler-Lokomotive auf die Strecke. Die benzingetriebene Lokomotive hatte 6 PS, kostete 2650 Kronen und wurde um 1940 verschrottet.
Als nächstes kam 1939 eine Lokomotive von Berg & Co. Mek. Verkstad in Lindesberg (Bergbolagen (BB)). Sie hatte einen kleinen luftgekühlten Benzinmotor, der im gleichen Jahr durch einen Zweizylinder-Pentamotor mit Getriebe ersetzt wurde. 1941 wurde die Lokomotive auf elektrischen Betrieb umgestellt. Dazu wurde sie mit  Tudor-Akkumulatoren und einem Gleichstrommotor von ASEA ausgerüstet sowie mit einem Führerhaus ausgestattet. Auf Grund des geringen Aktionsradiusses wurde sie dann nur noch im Kurzstreckenbereich verwendet. Die Lokomotive war bis in die 1960er Jahre eingesetzt und wurde verschrottet. Das Fahrgestell blieb bis Mitte der 1980er Jahre in Ryttaren, wurde in das Industriemuseum Frövi überführt und für eine Dampflokomotive verwendet.
Lok 175/1943 wurde von Sydsvenska Kraft 1942 für den Bau eines Kraftwerkes in Traryd von E. W. Lundströms Mekaniska Verkstads AB (EWL) in Limhamn gebaut. Nach Abschluss des Kraftwerksbaus wurde die Lokomotive über die Maschinenwerkstatt von L. H. Sandström in Månsarp weiterverkauft. Sie kam 1957 an die Torffabrik Fälhult in Älmhult. 1983 kaufte AB Sejle Myr in Kärraboda die Maschine, die dann 2002 nach Ryttaren kam. In Fälhult wurde die Lok mit einem Sechszylinder-Benzinmotor von Volvo ausgerüstet. Dieser wurde inzwischen durch einen Mercedes-Vierzylinder-Dieselmotor ersetzt. Die Lokomotive wird für Arbeitszüge verwendet, da sie für den Personenbetrieb zu leicht ist.
Im Sommer 1948 wurde eine Lokomotive der Röde Mosse Torvströfabrik in Härlingstorp ausgeliehen. Nach einem Brand in der Fabrik 1947 musste die ausgefallene Produktion des vergangenen Jahres aufgeholt werden. Die Lokomotive wurde 1917 von Söderbloms Gjuteri & Mekaniska Verkstad in Eskilstuna hergestellt. Sie war mit einem 10 PS starken Kerosinmotor ausgestattet. Dieser wurde später durch einen benzinbetriebenen Chevrolet-Motor ersetzt.
Bei der Vergrößerung des Streckennetzes von 1953 bis 1954 stellte sich heraus, dass die elektrische BB-Lokomotive für die langen Transporte aus den Mooren von Ljunghems und Ekelund nicht ausreichte. Die Anschaffung einer neuen Lokomotive wurde notwendig. Es wurde beschlossen, diese unter eigener Regie herzustellen. Der Auftrag ging an Ingenieur Måns Hartelius. Måns, Bruder des früheren Geschäftsführers der Torffabrik, Hans Hartelius, arbeitete bei Volvo in Göteborg, wo er für das Programm von Volvo für die Entwicklung von Militärfahrzeugen verantwortlich war. Das Fahrgestell wurde um einen Stahlrahmen herum gebaut und mit einer individuellen Radaufhängung versehen, um maximale Spurtreue auf den Schienen zu erzielen und somit Entgleisungen zu vermeiden. Als Antriebsquelle wurde ein Zweizylinder-Pentamotor gewählt. Die Kraftübertragung erfolgte über eine Zwischenwelle. Der Keilriemen des Motors trieb einen Generator an, der Strom für einen Elektromotor erzeugt. Vom Elektromotor wurde die Kraft über Ketten auf die Achsen übertragen. Dies sorgt für sanftes Anfahren, ruckfreies Fahren und stufenlose Geschwindigkeitsänderung. Die Schmierung aller Antriebsketten erfolgt ebenso wie das Sanden aller Räder vom Führerhaus über Rohrleitungen.
Der Generator ist von ASEA hergestellt und liefert bei 70 Volt Gleichspannung eine maximale Leistung von 11,2 kW. Der Pentamotor wurde 1968 durch einen 60 PS starken Volvo-Motor vom Typ B16 ersetzt. Die Lokomotive, die als Betriebslokomotive eingesetzt wird, wird Harteliusloket genannt.
Die DHL-3-TM mit der Baunummer 805 wurde 1977 von der Aktiebolaget Gävle Vagnverkstad für die Hasselfors fabrik in Stockås gebaut und fuhr dort, bis der Schienenverkehr auf der dortigen Strecke, vermutlich nach einem Brand 1982. Danach wurde sie nach Sandhagen überstellt und war dort bis zur Einstellung des Torfabbaus 1998 in Verwendung. 2006 wurde sie nach langer Abstellzeit in Ryttaren renoviert. Sie wiegt 1400 kg und besitzt einen Zweizylinder-Deutz-Motor mit 17 kW (23 PS). Die Kraft wird über einen Hydrostaten auf ein waagerecht montiertes Getriebe an der Hinterachse übertragen. Die Vorderachse wird über eine Kette von der Hinterachse angetrieben.
Die Hasselforsloket wurde 2000 von Hasselfors Garden als Reservelok in Ryttaren leihweise und später kostenlos endgültig übernommen.
Die Lokomotive wurde ursprünglich in der Nora Bil- & Motorverkstad 1942 in der Spurweite 500 mm gebaut und erhielt 1958 ihre heutige Form in der Reparaturwerkstatt von Hasselfors Bruk in Eda. Während des Zweiten Weltkrieges wurde die Lokomotive wegen Kraftstoffmangel auf Batteriebetrieb umgerüstet. Die Lok war mit etwa 700–800 kg leicht und an die Bedingungen der neu eröffneten Torfbahn zum Sandhagsmossen in Närke angepasst. Sie besitzt einen Volkswagen-Industriemotor mit 25 PS. Das mechanische 4-Gang-Getriebe treibt die Räder über Ketten an.
Die Selandersloket wurde in Selanders Mekaniska Verkstad (SMV) 1945 in Bjärnum mit der Spurweite von 600 mm gebaut. Nach mehreren Umbauten wurde sie  in einer mechanischen Werkstatt in Stockaryd 1983 mit einem Zweizylinder-Deutzmotor und hydraulischer Kraftübertragung ausgerüstet. In Ryttaren wurde sie als Reservelokomotive verwendet.

## Fahrbetrieb
Jeweils im Juli und August sowie am Torvens dag im September ist das Museum an den Wochenenden geöffnet, wobei die Strecke für die Besucher befahren wird.